# Аллоним
Алло́ним, аллони́м (от др.-греч. ἄλλος «другой, иной» и ὄνομα «имя»), также гетероним (букв. — «чужое имя») — имя другого реально существующего или существовавшего лица, используемое автором вместо собственного имени при обозначении авторства произведения.

## Характеристика
Советский литературовед, исследователь псевдонимов Валентин Дмитриев писал, что с семантической точки зрения аллонимы относятся к псевдонимам-характеристикам, предназначенным в первую очередь не для того, чтобы скрыть истинное имя автора, а чтобы подчеркнуть какую-либо его особенность (например, этнонимы, геонимы, гидронимы, френонимы, титлонимы и др.).
Аллонимы часто использовались авторами поздней Античности и Средневековья для того, чтобы именем более раннего и более авторитетного автора придать больше уважения, веса своему произведению. Авторы принимали чужое имя в качестве благодарности за покровительство, оказанные услуги, помощь. Так, персидский поэт Муслих ад-Дин Абу Мухаммад Абдаллах ибн Мушриф ибн Муслих ибн Мушриф получил известность под псевдонимом Саади. Существует несколько версий происхождения этого аллонима. Некоторые связывают его со службой поэта при дворе атабеков из династии Салгуридов, несколько представителей которой носили имя Саад. Не совсем ясно, какому именно из этих правителей посвящён псевдоним. Иранист ‘Абд ал-Хусайн Зарринкуб считал, что он свидетельствует о лояльности ко всей династии бану саад, а не какому-то отдельному представителю с таким именем. Дмитриев пришёл к выводу, что псевдоним поэта появился в качестве благодарности к правителю Шираза (провинция Фарс) Абубекру ибн Сааду. Впрочем, по другой версии, имя Саади представляет собой тахаллус (восточный псевдоним, близкий по значению к европейскому френониму, указывающему на черту характера автонима) и буквально означает — счастливый. В честь великого персидского поэта татарский литературовед Г. Сагдиев выступал под аллонимом Саади. Персидский поэт-суфий XIII века Джалаладдин Руми некоторые свои стихи подписывал Шамси Тебризи — в честь своего покровителя, наставника и друга.
В истории известны случаи, когда аллонимы избирались в целях скрыть своё подлинное имя от властей, обойти цензурные ограничения, мистифицирования. К этому приёму прибегал философ барон Гольбах, а также его современник Вольтер, который подписывал некоторые свои произведения именами реально существовавших людей — английского философа лорда Болинброка, лондонского богослова Шерлока. Нередко в качестве псевдонима применялось имя родственника. Так, французский придворный поэт, драматург и романист XVII века Франсуа Лермит выбрал в качестве аллонима имя своего прадеда, французского государственного деятеля XV века Луи Тристана Лермита. Французский философ, писатель, публицист, литературный критик и педагог XX века Эмиль Шартье подписывался как Критон (Критон — ученик Сократа), а позже — Ален (в честь французского поэта XV века Алена Шартье, который по одним предположениям являлся родственником философа, а по другим — однофамильцем). Одним из многочисленных псевдонимов русского писателя, критика Иеронима Ясинского был Максим Белинский. Он был образован от имени и фамилии отца матери — Максима Степановича Белинского. Русский медик и поэт Вера Гедройц публиковала свои лирические стихи как Сергей Гедройц — под именем умершего брата. Ещё одним известным примером использования аллонима в русской литературе может служить стихотворение «Лев Петрович». Фактическим автором был Самуил Маршак, но он выпустил это произведение в свет от имени Владимира Пяста, чтобы материально помочь последнему. Российская революционерка Надежда Крупская подписывала некоторые свои письма Катя — этот псевдоним был избран в память о её умершей подруге по ссылке Екатерине Александровне Дьяконовой (в замужестве Жилина; ? — ум. 1900).
Неоднократно в качестве псевдонима выбиралось имя умершего автора, с целью подчеркнуть духовное родство с ним, отдать дань уважения его таланту. Так, чилийская писательница, просветительница Лусила Годой Алькаяга (Lucila Godoy Alcayaga), лауреат Нобелевской премии по литературе 1945 года, известная как Габриела Мистраль (Gabriela Mistral), выбрала псевдоним в честь двух поэтов: итальянца Габриеле д’Аннунцио и провансальца Фредерика Мистраля. Дмитриев привёл ряд псевдонимов, которые он отнёс к полуаллонимам: имя выбрано в честь почитаемого человека, но, чтобы подчеркнуть индивидуальность автора, совпадает не полностью. Так, писатель Корней Чуковский в 1920-е годы подписывался Н. Радищев — в честь философа, поэта Александра Радищева. Поэт-символист Фёдор Тетерников стал известен как Фёдор Сологуб — этот аллоним восходит к фамилии беллетриста Владимира Соллогуба; для отличия в псевдониме была убрана одна буква «л».
В Новое время аллонимия встречается достаточно редко, хотя в массовом книгоиздании известны примеры поддельных книг коммерчески успешных авторов (например, Карлоса Кастанеды), написанных неизвестными лицами. В тех же случаях, когда имеет место чистая и открытая аллонимия, причины, повлёкшие выбор именно такого наименования, часто остаются не совсем понятными. Так, трудно объяснить, что́ побудило английского поп-исполнителя по имени Арнольд Джордж Дорси (род. 1936) взять псевдоним Энгельберт Хампердинк (англ. Engelbert Humperdinck), представляющий собой имя немецкого оперного композитора Энгельберта Хумпердинка (1854—1921; написание фамилии точно такое же, но первый гласный звук фамилии читается в английском и в немецком языках по-разному).
Аллонимы распространены в топонимике: например, в России находится ряд населённых пунктов, получивших название в честь более известных: Рим, Париж, Лондон. Также под термином аллоним понимают вариантное название географического объекта (например, Константинополь — Стамбул; Петербург — Петроград — Ленинград — Санкт-Петербург), имени (Георгий — Юрий). Параллельное название может образовываться и путём диалектизации объекта: Третьяковская галерея — Третьяковка, Исаакиевский собор — Исаакий.